# Conilepia nigricosta
Conilepia nigricosta là một loài bướm đêm thuộc phân họ Arctiinae, họ Erebidae.